# Hipposideros ridleyi
Hipposideros ridleyi — є одним з видів кажанів родини Hipposideridae.

## Поширення
Країни поширення: Бруней-Даруссалам, Малайзія, Сингапур. Цей вид живе в первинних низинних лісах. Спочиває невеликими групами до 15 особин, в дуже великих деревах, що впали з глибокими западинами.  

## Загрози та охорона
Збезлісення є загрозою для цього виду. Вид присутній в охоронних територіях.